# Digimon Universe Appli Monsters
Digimon Universe Appli Monsters, internationaler Titel Digimon Universe: App Monsters, (Jap.: デジモンユニバース アプリモンスターズ, Dejimon Yunibāsu Apuri Monsutāzu) ist ein japanisches Multimedia-Projekt der Toei Company, Dentsu und Bandai Namco Holdings. Es ist die siebte offizielle Staffel des Digimon-Franchise. Es ist auch die erste offizielle Staffel zu Digimon, nachdem WiZ am 30. September 2016 eine hundertprozentige Tochtergesellschaft von Bandai Namco Holdings wurde.

## Handlung
Im Jahr 2045 hat sich die Technologie endlich zu einem Wohlstand für die Welt entwickelt. Das World Wide Web ist zu einer Welt für "App-Monster" (プ リ モ ン ス タ ー Ap, Apurimonsutāzu) oder "Appmons" geworden, künstlich intelligente Wesen, die in mobilen Apps geboren wurden. Die Serie konzentriert sich auf Haru Shinkai, einen alltäglichen Junior High Student. Eines Tages entdeckt er einen Appmon, der in seinem Smartphone lauert und sich als Gatchmon herausstellt, und die beiden werden Partner. Haru erfährt auch von Gatchmon, dass die künstliche Intelligenz Leviathan Viren erzeugt, um alle Appmons böse zu machen, und die beiden schließen sich zusammen, um sie zu stoppen. Im Verlauf der Serie erhält Haru die Hilfe des Rookie-Idols Eri Karan, des berühmten AppTuber Torajirou Asuka, des Wunderkind-Hackers Rei Katsura, der auf der Suche nach seinem jüngeren Bruder ist, der von Leviathan und Harus bestem Freund Yūjin Ōzora entführt wurde, haben sich mit ihrem eigenen Appmon zusammengetan, um im Kampf gegen Leviathan zu helfen und das Gleichgewicht zwischen ihren beiden Welten wiederherzustellen.

## Synchronisation
| Rolle          | Japanischer Sprecher (Seiyū) |
| -------------- | ---------------------------- |
| Haru Shinkai   | Yumi Uchiyama                |
| Gacchimon      | Kokoro Kikuchi               |
| Appli Drive    | Wataru Takagi                |
| Dokamon        | Motoko Kumai                 |
| Eri Karan      | Umeka Shouji                 |
| Torajirō Asuka | Shiho Kokido                 |
| Musimon        | Nao Tamura                   |
| Hackmon        | Daisuke Sakaguchi            |
| Rei Katsura    | Toshiyuki Toyonaga           |
| Aoi Kashiki    | Mai Fuchigami                |
| Watson         | Ryou Hirohashi               |
| Yūjin Ōzora    | Makoto Furukawa              |